# Luis Solari de la Fuente

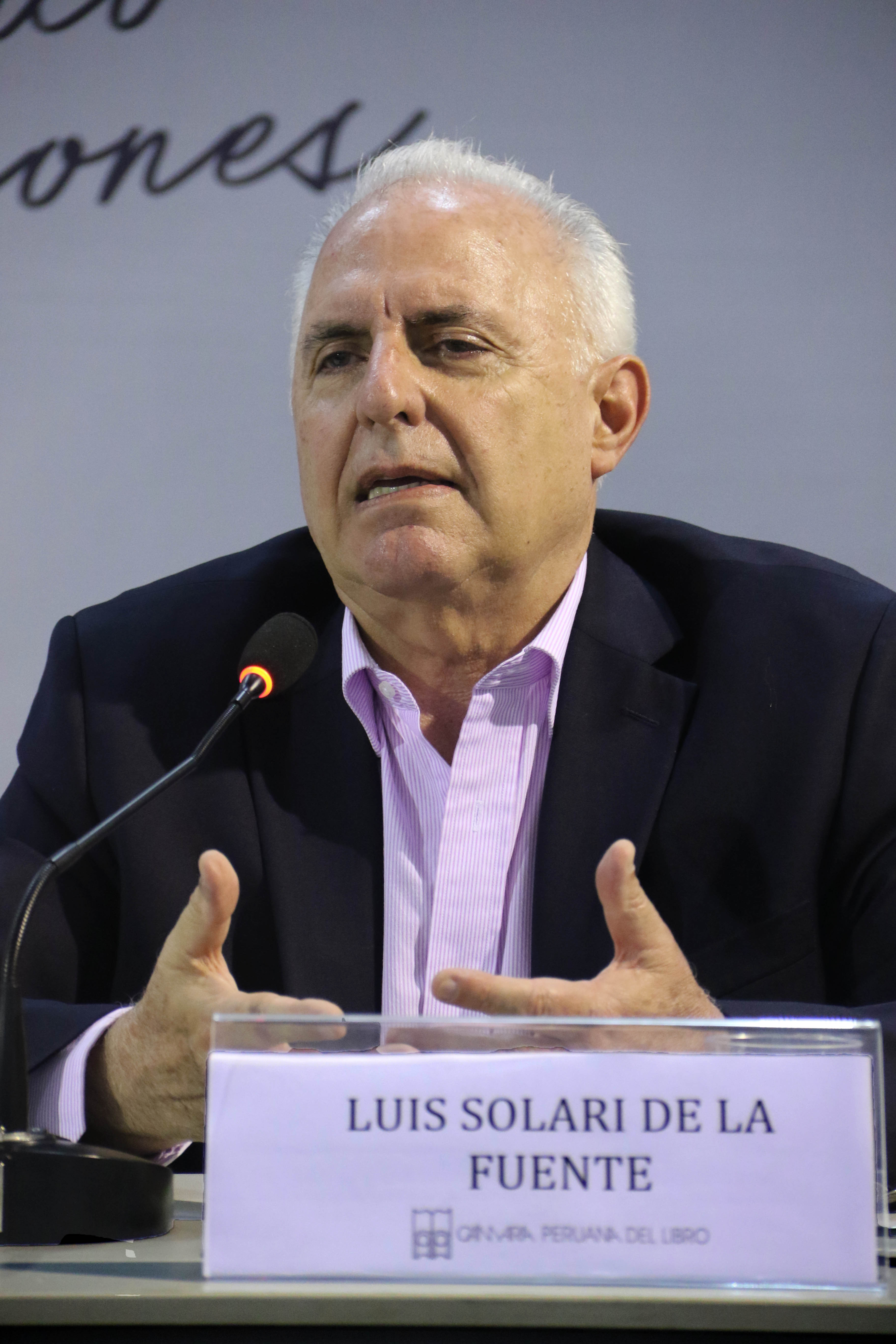
Luis Solari de la Fuente, 2019

Luis María Santiago Eduardo Solari de la Fuente (* 28. Januar 1948 in Lima) ist ein peruanischer Politiker, der unter anderem zwischen 2002 und 2003 Premierminister von Peru war.

## Leben
Solari de la Fuente absolvierte nach dem Besuch des Colegio de la Inmaculada ein Studium der Medizin an der Universidad Nacional Mayor de San Marcos (UNMSM) und war danach als Arzt tätig. 1994 gehörte mit Alejandro Toledo zu den Mitgründern der Partei Perú Posible, deren Generalsekretär er 1995 sowie von September 1999 bis April 2002 war. Bei den Wahlen zum Kongress der Republik Peru am 9. April 2000 wurde er für Perú Posible zum Abgeordneten gewählt. In der Regierung von Premierminister Roberto Dañino Zapata übernahm er am 28. Juli 2001 das Amt des Gesundheitsministers (Ministro de Salud) und übte dieses bis zu seiner Ablösung durch Fernando Carbone Campoverde am 18. Januar 2002 aus.
Am 12. Juli 2002 wurde Solari de la Fuente vom nunmehrigen Staatspräsidenten Alejandro Toledo zum Nachfolger von Dañino Zapata als Premierminister ernannt. In seiner Regierung übernahm Allan Wagner Tizón das Amt des Außenministers, während Javier Silva Ruete Minister für Wirtschaft und Finanzen wurde. Er hatte das Amt des Premierministers bis zum 23. Juni 2003 inne und wurde dann durch Beatriz Merino abgelöst.

## Weblink
- Eintrag in rulers.org